# Vader des vaderlands
Vader des vaderlands is een eretitel voor een gerespecteerd (politiek) leider die van grote invloed is geweest op de vorming van een natie. Vaak wordt zijn afbeelding op bankbiljetten, postzegels en andere nationale herkenningstekens aangebracht. Veel dictators en autoritaire heersers laten zich de titel graag verlenen.

## Oude Rome
De titel Pater Patriae (Latijn voor "vader des vaderlands") werd sinds de Romeinse Republiek aan vooraanstaande en met milde hand regerende vorsten en bestuurders gegeven. Het was een van de titels die de Senaat aan Augustus schonk.

## Nederland

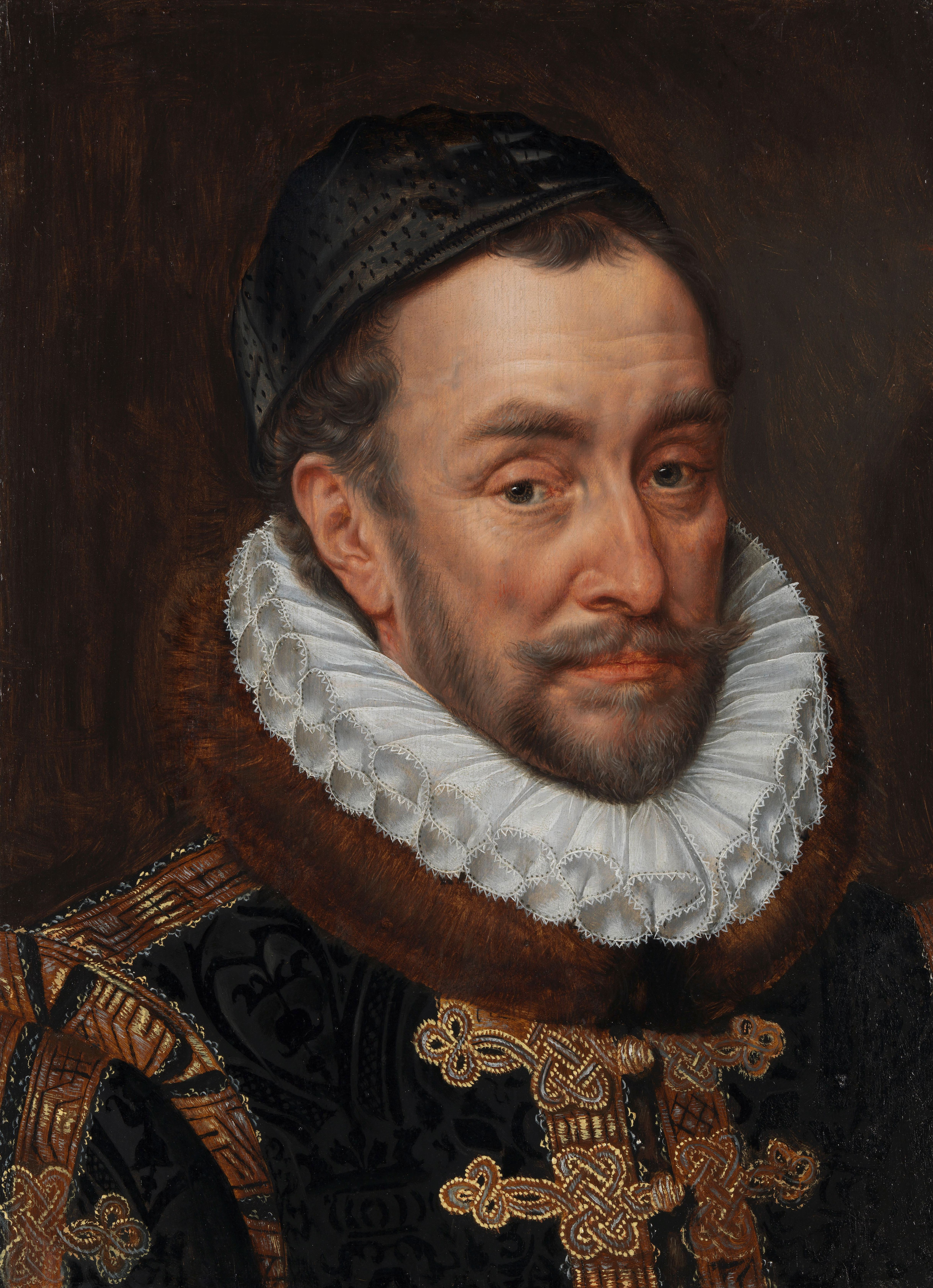
Willem van Oranje, vader des vaderlands van Nederland.

In Nederland wordt de term vader des vaderlands algemeen gebruikt voor Prins Willem I van Oranje-Nassau (Willem de Zwijger). Hij was de leider van de opstand tegen de Spaanse koning Filips II die leidde tot een onafhankelijk Nederland.
De dichter Joost van den Vondel gebruikte in zijn gedicht Het stockske van Joan van Oldenbarnevelt (1657) de eretitel voor raadspensionaris Johan van Oldenbarnevelt (1547-1619), de staatsman die onder meer het verbond smeedde met Engeland en Frankrijk waardoor de jonge Republiek erkend werd en niet alleen stond in de strijd tegen Spanje. Wellicht was Vondels eerbetoon een sneer in de richting van stadhouder Maurits, Willem van Oranjes zoon die medeverantwoordelijk was voor de dood van Van Oldenbarnevelt.

## België
In België is er niemand die deze erenaam draagt. De eerste koning, Leopold I, was daarvoor onvoldoende bij de stichting van de Belgische natie betrokken.

## Andere landen
| Land                           | Nationale vader(s)                                                     |
| ------------------------------ | ---------------------------------------------------------------------- |
| Afghanistan                    | Ahmad Shah Durrani                                                     |
| Albanië                        | Skanderbeg                                                             |
| Algerije                       | Ahmed Ben Bella                                                        |
| Andorra                        | Carlemany                                                              |
| Antigua en Barbuda             | Vere Cornwall Bird                                                     |
| Argentinië                     | José de San Martín                                                     |
| Armenië                        | Hajk (vader van Armeniërs)                                             |
| Bahama's                       | Lynden Pindling                                                        |
| Bangladesh                     | Mujibur Rahman                                                         |
| Barbados                       | Grantley Adams                                                         |
| Birma                          | Aung San                                                               |
| Bolivia                        | Simón Bolívar                                                          |
| Bosnië en Herzegovina          | Alija Izetbegović                                                      |
| Cambodja                       | Norodom Sihanouk                                                       |
| Canada                         | John Macdonald                                                         |
| Centraal-Afrikaanse Republiek  | Barthélemy Boganda                                                     |
| Chili                          | Bernardo O'Higgins, José Miguel Carrera                                |
| China                          | Sun Yat-sen                                                            |
| Colombia                       | Simón Bolívar                                                          |
| Corsica                        | Pasquale Paoli                                                         |
| Cuba                           | José Martí                                                             |
| Cyprus                         | Makarios III                                                           |
| Dominicaanse Republiek         | Juan Pablo Duarte, Francisco del Rosario Sánchez, Ramón Matías Mella   |
| Duitsland                      | Otto von Bismarck                                                      |
| Duitse Democratische Republiek | Walter Ulbricht                                                        |
| Ecuador                        | Simón Bolívar                                                          |
| Egypte                         | Mohammed Ali                                                           |
| Engeland                       | Alfred de Grote                                                        |
| Fiji                           | Kamisese Mara                                                          |
| Filipijnen                     | Emilio Aguinaldo                                                       |
| Finland                        | Carl Gustaf Mannerheim                                                 |
| Gabon                          | Gabriël Léon M'ba                                                      |
| Ghana                          | Kwame Nkrumah                                                          |
| Griekenland                    | Ioannis Kapodistrias                                                   |
| Guinee                         | Ahmed Sékou Touré                                                      |
| Guinee-Bissau                  | Amílcar Cabral                                                         |
| Guyana                         | Cheddi Jagan                                                           |
| Haïti                          | Jean-Jacques Dessalines, Toussaint Louverture                          |
| Honduras                       | Francisco Morazán                                                      |
| Ierland                        | Michael Collins                                                        |
| India                          | Mahatma Gandhi                                                         |
| Indonesië                      | Soekarno                                                               |
| Iran                           | Cyrus II                                                               |
| Israël                         | Theodor Herzl                                                          |
| Italië                         | Giuseppe Garibaldi, Camillo Benso di Cavour, Giuseppe Mazzini          |
| Ivoorkust                      | Félix Houphouët-Boigny                                                 |
| Jamaica                        | Norman Manley, Alexander Bustamante                                    |
| Joegoslavië                    | Josip Broz Tito                                                        |
| Jordanië                       | Koning Hoessein                                                        |
| Kaapverdië                     | Amílcar Cabral                                                         |
| Kameroen                       | Ahmadou Ahidjo                                                         |
| Kenia                          | Jomo Kenyatta                                                          |
| Kiribati                       | Ieremia Tabai                                                          |
| Kosovo                         | Ibrahim Rugova                                                         |
| Kroatië                        | Ante Starčević                                                         |
| Lesotho                        | Moshoeshoe I                                                           |
| Liberia                        | Joseph Jenkins Roberts                                                 |
| Litouwen                       | Jonas Basanavičius                                                     |
| Maleisië                       | Tunku Abdul Rahman                                                     |
| Mali                           | Modibo Keïta                                                           |
| Marshalleilanden               | Amata Kabua                                                            |
| Mauritanië                     | Moktar Ould Daddah                                                     |
| Mauritius                      | Seewoosagur Ramgoolam                                                  |
| Mexico                         | José María Morelos, Miguel Hidalgo                                     |
| Mongolië                       | Dzjengis Khan, Horloogiyn Choybalsan                                   |
| Mozambique                     | Samora Machel                                                          |
| Nauru                          | Hammer DeRoburt                                                        |
| Nederland                      | Willem I van Oranje-Nassau                                             |
| Nigeria                        | Nnamdi Azikiwe                                                         |
| Noord-Korea                    | Kim Il-sung                                                            |
| Oman                           | Qaboes bin Said Al Said                                                |
| Oost-Timor                     | Xanana Gusmão                                                          |
| Pakistan                       | Mohammed Ali Jinnah                                                    |
| Palestina                      | Yasser Arafat                                                          |
| Panama                         | Amador Guerrero                                                        |
| Paraguay                       | José Gaspar Rodríguez de Francia                                       |
| Peru                           | Simón Bolívar                                                          |
| Polen                          | Józef Piłsudski                                                        |
| Portugal                       | Alfons I Henriques                                                     |
| Quebec                         | René Lévesque                                                          |
| Romeinse Rijk                  | Julius Caesar, Augustus                                                |
| Rusland                        | Alexander Nevski                                                       |
| Saint Vincent en de Grenadines | James Mitchell                                                         |
| Samoa                          | Malietoa Tanumafili II                                                 |
| San Marino                     | Marinus                                                                |
| Saoedi-Arabië                  | Abdoel Aziz al Saoed                                                   |
| Schotland                      | Donald Dewar                                                           |
| Senegal                        | Léopold Senghor                                                        |
| Seychellen                     | France-Albert René (eigen titel "Architect of the Seychellois Nation") |
| Singapore                      | Lee Kuan Yew                                                           |
| Slovenië                       | Milan Kučan                                                            |
| Sovjet-Unie                    | Vladimir Lenin (tijdens zijn eigen bewind: Jozef Stalin)               |
| Spanje                         | Juan Carlos I                                                          |
| Sri Lanka                      | Don Stephen Senanayake                                                 |
| Taiwan                         | Sun Yat-sen                                                            |
| Tanzania                       | Julius Nyerere                                                         |
| Thailand                       | Rama IX                                                                |
| Trinidad en Tobago             | Eric Williams                                                          |
| Tsjechië                       | Václav Havel, Keizer Karel IV                                          |
| Tsjecho-Slowakije              | Tomáš Masaryk                                                          |
| Tunesië                        | Habib Bourguiba                                                        |
| Turkije                        | Mustafa Kemal Atatürk                                                  |
| Turkmenistan                   | Saparmurat Niazov (riep zichzelf uit tot "leider van alle Turkmenen")  |
| Uruguay                        | José Gervasio Artigas                                                  |
| Vanuatu                        | Walter Lini                                                            |
| Venezuela                      | Simón Bolívar                                                          |
| Verenigde Staten               | George Washington                                                      |
| Vietnam                        | Hồ Chí Minh                                                            |
| Zambia                         | Kenneth Kaunda                                                         |
| Zuid-Afrika                    | Nelson Mandela, Jan van Riebeeck (voor Afrikaners)                     |
| Zuid-Korea                     | Syngman Rhee                                                           |
| Zweden                         | Gustaaf I Vasa                                                         |